# إيمانويل نوودو
إيمانويل نوودو (بالإنجليزية: Emmanuel Nwodo)‏ مواليد 19 فبراير 1974 في إنوغو، هو ملاكم محترف نيجيري.

## المسيرة الاحترافية
من نزالاته:
- خسر أمام دارنيل ويلسون بالضربة القاضية (2007/06/29).

## إحصائيات
خاض خلال مسيرته 26 نزالا، فاز في 23 ولم يتعادل وخسر في 5. فاز بالضربة القاضية في 19 نزالا.

## روابط خارجية
- إيمانويل نوودو على موقع بوكس ريك (الإنجليزية) (registration required)